# Благоразумни разбојник
Благоразумни разбојник, Разборити разбојник (такође Добри разбојник или Покајани разбојник апокрифна имена Дисмас, Титус, Димас, Тит) је злочинац разапет на Голготи заједно са Исусом Христом и Гестасом. Искрено се покајући и верујући у Исусово божанство, добио је од Исуса Христа обећање да ће остати с њим у рају, поставши први спасени међу људима који су поверовали у њега.

## Биографија
У канонским јеванђељима изостају имена и биографије разбојника распетих са Христом, али се у апокрифним изворима налазе бројна предања. Под именом Тит, Разборити разбојник се помиње у арапском јеванђељу о Спаситељевом детињству, у којем се појављује као један од два стражара, који наговара Димаха да пусти Свету породицу да прође и не науди им, дајући свом партнеру 40 драхми и појас са новцем, а Исус предвиђа његово страдање и спасење :
Видевши да им је разбојник учинио добро дело, Марија му рече:
- Господ Бог ће те подржати десном руком и дати ти опроштење грехова.

А Господ Исус одговори мајци својој:
„О мајко, Јевреји ће ме разапети за тридесет година у Јерусалиму, и ова два разбојника биће обешена са мном на истом крсту: Тит с десне стране, а с леве, Димах. Сутрадан ће Тит ући преда мном у Царство Небеско.
Арапско јеванђеље детињства Спаситеља, гл. 23
Распеће разбојника се помиње у сва четири канонска јеванђеља, али најпотпунији извештај о онима који су погубљени заједно са Христом дат је у Јеванђељу по Луки
Пошто је, по хришћанском учењу, спасење немогуће без крштења, верује се да је Благоразумни разбојник примио Свету Тајну из воде и крви која је текла из Христовог ребра након што му је стражар Лонгин копљем пробо бок .
Апокрифно Никодимово јеванђеље садржи детаљан опис Силаска Христовог у пакао, након чега следи вазнесење душа праведника у рај, где се они сусрећу са Енохом, пророком Илијом и Благоразумним разбојником већ тамо. Ту се појављује име разбојника – Дижман, што је словенска транскрипција грчког имена Δυσμας, које на латинском и савременом руском звучи као „Дусмас“ или „Дисмас“ .

## Поштовање
Разборити разбојник се поштује као пример истинског покајања. Традиционално се сматра да је он постао први спасени од свих који су поверовали у Христа. У западној Европи широко поштовање Разбојника је почело крајем 11. века, када је село Латрун после Првог крсташког рата постало једно од ходочасничких места, које се, због сличности са латинском речју латро, сматрало његовим родним селом, а у средњовековним сведочанствима ходочасника назива се „замак доброг разбојника“ (Castrum boni latronis). Крст разборитог разбојника чувао се на Кипру, одакле је у 14. веку пренет у Болоњу, у цркву Светих Виталија и Агриколе.
Назив Дисмас у поштовању разборитог разбојника на Западу фиксиран је због употребе у „Каталогу светаца“ Петра Наталиса (14. век), популарног у касном средњем веку. Кардинал Цезар Барони је крајем 16. века писао о распрострањеном поштовању Дисмаса, у чије име су освештани многи олтари. У 16. веку је постојала тенденција да се напусти употреба имена Дисмас због његовог апокрифног порекла. Из бревијара су уклоњене службе у част Дисмаса. Крајем 16. века баронство је у Римски мартирологији 25. марта унело сећање на Доброг разбојника, али већ без имена. Упркос томе, име Дисмас је и даље било уобичајено међу верницима.
Привилегију литургијског одавања почасти Добром разбојнику (без имена) папа Сикст V доделио је Реду Мерцедари. Исто право дала је 1724. године Конгрегација за богослужење монашкој Конгрегацији побожних радника сеоских катихета, чији је посебан покровитељ био Добри разбојник. Данас је поштовање Дисмаса очувано у облицима народне побожности у јужној Италији, на пример, у граду Галипољу, где се Добри разбојник сматра њиховим небеским покровитељем.
У православној цркви, упркос историјском поштовању Разбојника, он није формално канонизован, штавише, међу свештенством не постоји консензус о његовој светости. Не постоји званично мишљење Цркве о овом питању, али се он помиње на свакој литургији и сваке године у служби Великог петка. У Русији је разборити разбојник био поштован у средњем веку, али је до 19. века његово прослављање изгубило. 